# Batalla de Bafeu
La batalla de Bafeu es lliurà el 27 de juliol del 1302 a la plana de Bafeu (situada entre Nicea i Nicomèdia), i va enfrontar les tropes de l'Imperi Romà d'Orient contra les tropes de l'emir turc Osman I, fundador de l'Imperi Otomà. La batalla resultà en una derrota romana.

## Antecedents
A començaments de la dècada del 1200, diverses tribus de turcs Oghuz havien migrat des de l'Àsia central cap a la Península d'Anatòlia fugint dels mongols. El 1227 la dinastia seljúcida auspicià la tribu turca dels Kayı i al seu cabdill, Ertuğrul Gazi, per instal·lar-se en el seu territori. El 1231 Ertuğrul Gazi conquerí Söğüt i emigrà amb la seva tribu cap aquella zona de l'àrea nord-occidental de l'antiga Frígia, un territori fronterer amb l'Imperi Romà d'Orient. El 1243, els exèrcits seljúcides foren derrotats pels mongols i el poder de l'imperi es desintegrà lentament.
El 1281 Ertuğrul Gazi nomenà Bey de la vila de Söğüt al seu fill, Osman Gazi (el futur Osman I). Als 24 anys, Osman I ja havia demostrat habilitats com a guerrer i vers el 1288 succeí el seu pare com a cabdill de la tribu dels Kayı. El 1290 es proclamà independent de la dinastia dels seljúcides dominada pels mongols, de qui fins aleshores era vassall, i prengué el títol de soldà.
A partir d'aleshores es dedicà a atacar les tribus rivals i a capturar les seves fortaleses. La conquesta i submissió de la tribu turca dels Iskenderun i de la ciutat d'Eskişehir (en turc: Ciutat Vella) vers el 1301 marca l'inici del seu imperi. El 1301, els otomans assetjaven Nicea, l'antiga capital imperial, i també assetjaven Prusa. Enfortit pels nous vassalls turcs, el 1302 es preparà per atacar l'Imperi Romà d'Orient.

## Batalla
Els romans, que havien patit tot un reguitzell d'atacs per part dels otomans, tenien un exèrcit de menor qualitat que en els temps de la dinastia dels Comnens. La seva major part estava formada per mercenaris alans, que havien fugit dels tàrtars i una part d'ells desertaren ràpidament. En clara inferioritat numèrica, els romans foren derrotats a la plana de Bafeu. Una gran quantitat d'alans moriren mentre cobrien la retirada de l'exèrcit romà.

## Conseqüències: la Companyia Catalana d'Orient
Bafeu va ser la primera gran victòria de la història de l'Imperi Otomà i va tenir un paper important en la seva futura expansió: els romans estaven perdent el control de Bitínia, retirant-se a les seves fortaleses, que van quedar aïllades i capturades progressivament. Després de la batalla els otomans capturaren una fortalesa romana a la zona on més tard fundarien Yenişehir ('Ciutat Nova') i devastaren tot el territori als voltants de Nicomèdia, Nicea i Bursa. A partir d'aleshores qualsevol d'aquestes ciutats corria el perill de veure's sotmesa a un setge imminent i gran quantitat de refugiats romans marxaren cap a Constantinoble.
La derrota romana accelerà la urgència per contractar noves tropes mercenàries. L'arribada de la Companyia Catalana d'Orient estava pròxima.